# Hans Globke
Hans Josef Maria Globke (Düsseldorf, 10 settembre 1898 – Bonn, 13 febbraio 1973) è stato un giurista e un alto funzionario pubblico tedesco presso la Repubblica Federale Tedesca dopo la seconda guerra mondiale.

## Biografia
Fu uno dei maggiori autori dei commentari delle leggi di Norimberga e dopo la guerra sfuggì ai processi di denazificazione, in quanto non iscritto al Partito nazista. In realtà Globke era stato nel 1935 tra gli autori delle leggi razziali, ma riuscì a passare indenne ai processi contro i collaboratori del regime nazista. Più chiari divennero i suoi trascorsi quando Israele riuscì a individuare e ad estradare Adolf Eichmann alla fine degli anni cinquanta, quando Globke era già alla Cancelleria della Germania Ovest.
Nel 1936 Globke scrisse un'annotazione legale sulle leggi di Norimberga, in cui non espresse alcuna obiezione sulla discriminazione degli ebrei e pose il partito nazista su una base legalmente solida, contribuendo ad aprire la strada all'Olocausto. Nel 1938 Globke fu promosso alla carica di dirigente ministeriale dell'Ufficio per gli affari ebraici presso il Ministero dell'Interno, nel quale fu l'artefice del "decreto legislativo sul cambiamento dei nomi" (Namensänderungsverordnung), secondo il quale gli ebrei maschi erano costretti ad aggiungere "Israel" tra il loro nome e cognome, mentre le ebree femmine, "Sarah", con lo scopo di favorire la loro immediata identificazione. Globke fu identificato dalla Francia come l'autore di un rapporto del ministero dell'interno scritto con un linguaggio razzista, in cui si lamentava del "sangue colorato in Europa" e chiedeva l'"eliminazione" della sua "influenza" sul pool genico.
Nonostante il suo passato non propriamente cristallino, Globke operò in qualità di direttore della Cancelleria della Repubblica Federale di Germania tra il 1953 ed il 1963, divenendo uno dei più stretti collaboratori del cancelliere Konrad Adenauer.
Per contro, venne processato nella Germania Est nel luglio del 1963, venendo condannato - in contumacia - all'ergastolo per essere stato complice dei crimini di guerra e contro l'umanità; nella Repubblica Federale, questo verdetto venne considerato il risultato di un "processo farsa". Il fatto che gran parte delle critiche a Globke provenissero dal blocco sovietico, e che mescolassero informazioni vere con altre false, rese più facile per i tedeschi occidentali e gli americani liquidarle come propaganda comunista.
Dopo il pensionamento, Globke decise di trasferirsi in Svizzera, dove la moglie Augusta aveva acquistato nel 1957 una proprietà a Chardonne, sul lago Lemano, e vi aveva costruito una casa per le vacanze. Nell'autunno del 1963, tuttavia, il parlamento del Canton Vaud lo dichiarò "straniero indesiderato" e gli negò il permesso di soggiorno. Nel 1964 si impegnò a "recidere tutti i legami spaziali e futuri con la Svizzera"; il Presidente della Confederazione Ludwig von Moos affermò davanti al Consiglio nazionale che, "in considerazione di questa dichiarazione", il governo si era "astenuto dall'emettere un divieto d'ingresso".